# Manoir de Keranmoal
Le manoir de Keranmoal (aussi appelé Keramoal) est un manoir datant du XVIIe siècle, dont subsiste une tour du XIVe siècle se trouvant dans la commune de Châteauneuf-du-Faou, dans le Finistère.

## Histoire
Les origines du domaine ne sont pas connues. La terre de « Keranmoual » appartenait en 1536 à Jean du Quélennec. Le manoir actuel est daté du XVIIe siècle, toutefois un manoir existait dès 1540, possédé par Gilles de Botmeur et Marie du Quélennec, seigneur et dame de Kernezre.
En 1622, la famille Capitaine fait l'acquisition de la seigneurie. Maître Guillaume Capitaine, sieur de Keranmoal, est bailli de Gourin en 1627, bailli de la Cour de Châteauneuf-du-Faou en 1629, appelé à l’arrière-ban de Cornouaille en 1636.
Son fils, François Capitaine, prêtre et sieur de Keranmoal, et ses filles Marie et Renée Capitaine héritent du domaine..
Renée Capitaine s’installe au manoir avec son mari Vincent L’Haridon, sieur de Penanros, procureur du roi aux juridictions royales de Châteauneuf-du-Faou, Huelgoat et Landeleau.
En 1675, la Révolte des Bonnets rouges n’épargne pas Châteauneuf-du-Faou. L’histoire locale garde le souvenir de paysans en colère pillant et brûlant le château de Keranmoal.
L’importance des dégâts n’est pas connue. Le domaine continue d’être habité dans les années qui suivent, notamment par les enfants L’Haridon.
Une épidémie sème la mort parmi quatre d’entre eux en 1699, en particulier Guillaume L'Haridon, sieur de Keranmoal, et à la suite de son père, procureur du roi aux juridictions royales de Châteauneuf-du-Faou, Huelgoat et Landeleau.

Au XVIIIe siècle, plusieurs propriétaires sont répertoriés, ne détenant qu’une partie du domaine, à la suite de partages de successions et de rachats.
Des aveux pour le lieu et manoir noble de Keranmoal sont rendus par : Vincent L’Haridon, sieur de Kerallain, écrivain de la Marine, en 1754, pour la moitié du manoir ; Claude du Pays, sieur de Kerjegu, en 1759 ; J. Dieulangar en 1772 ; les filles de Vincent L'Haridon en 1774, après le décès de leur père.
Parmi les autres propriétaires du manoir de Keranmoal, sont cités : François de Kerros, Bertrand de Tronjoly, Furic de Kerezelec (en 1717), Le Bihan du Rumen, Lostie de Kerhor (en 1806). 
À l’approche de la Révolution française, Charles Le Bihan du Rumain, avocat à Châteauneuf-du-Faou, époux d’Ursule Etiennette Furic de Kerezec, demeure au manoir de Keranmoal. Il était l’administrateur des biens de la famille de Rosily jusqu’en 1789.
En novembre 1804, Anne Henriette de Rosily, Marquise de Lambilly, s’installe au manoir de Keranmoal.

## Lieu et manoir noble
Avant la Révolution française, le domaine de Keranmoal est un lieu et manoir noble relevant du roi, tenu prochement et noblement sous la Cour royale de Châteauneuf-du-Faou, sujet à devoir de foi et hommage, lods et ventes, et rachats le cas échant.
En 1681, Marie Capitaine donne cette description du lieu et manoir noble de Keranmoal : « ayant ses maisons, écuries, crèches, couvertes d’ardoises, cour close, jardin, vergers, rabines, four et fontaine, contenant 2 journaux de terre ».
En 1754, Vincent L’Haridon, sieur de Kerallain, possédant un tiers du lieu noble de Keranmoal rend aveu et dénombrement de ses héritages. Le descriptif du domaine qu’il fait mentionne également un courtil à chanvre, une porte cochère, des bois, garennes, parcs et prés fauchables.
La chef rente s’élevait à quatre deniers tournois

## Galerie

Cartes postales du manoir de Keranmoal
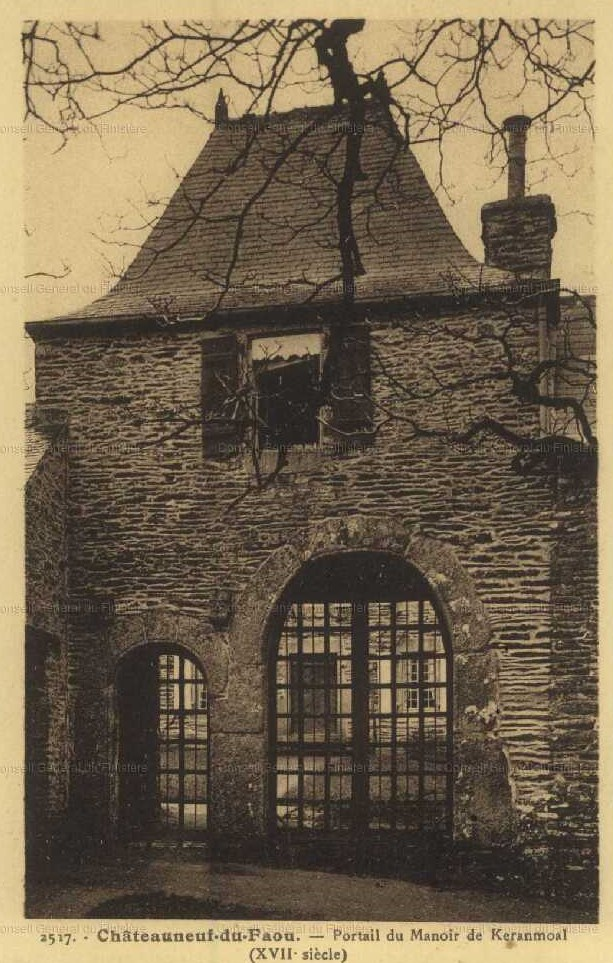
Vue du portail.
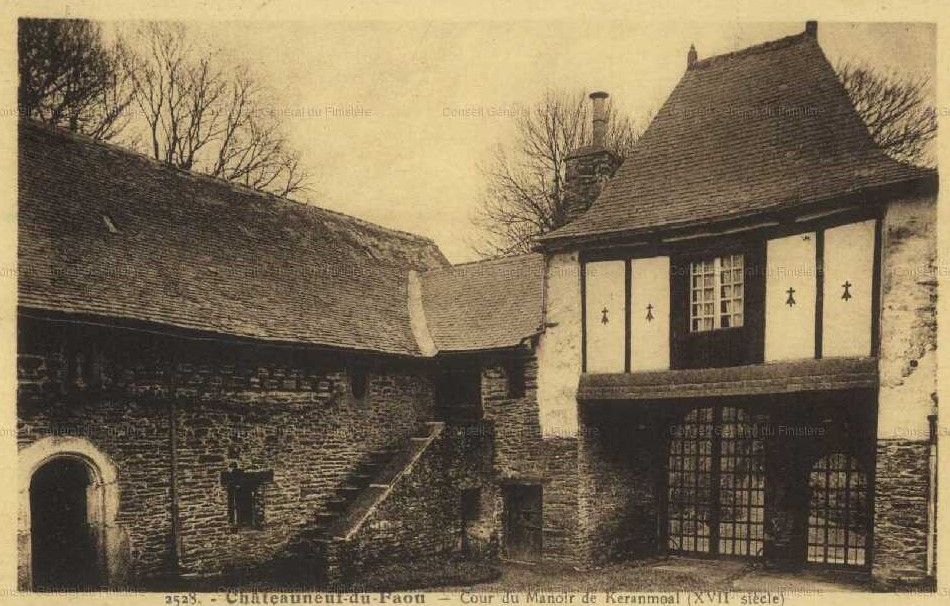
Cour du manoir de Keranmoal, Châteauneuf-du-Faou, Fonds Villard.